# النافش (إب)

تعديل مصدري - تعديل

النافش هي إحدى قرى عزلة ميتم بمديرية إب التابعة لمحافظة إب، بلغ تعداد سكانها 557 نسمة حسب تعداد اليمن لعام 2004.